# سید علی کیا
سید علی کیا بنیان‌گذار حکومت کیاییان در گیلان و اولین فرمانروای این سلسله از ۷۶۹ تا ۷۹۱ هجری بود. سید علی کیا به کمک سادات مرعشی مازندران بر همه بیه پیش مسلط شد و تا قزوین و طارم و شمیران پیشروی کرد.

## مهاجرت به آمل
او فرزند امیر کیای ملاطی بود که علیه حکومت ناصروندان در بیه پیش به پا خاسته بود ولی شکست خورده بود.
دل کندگان از خیزش وگریختگان پس از فروکوفتن خیزش پس ازچندی شرمنده از تنها نهادن سیدامیرکیا برآن شدند تا باز گرد او به هم آیند و دربار ناصروندان را فروریزند. آمادگی دگرباره ناخرسندان برای خیزش، هم‌زمان با مرگ سیدامیر کیا شد و از این روگروهی از ناخرسندان گرد سیدعلی کیا به هم آمده و او را به رهبری خیزش برانگیختند. سیدعلی کیا که هنوز توان خود را برای برپایی خیزش به اندازه نمی‌دید، برآن شد تا از سادات قوامی چیره بر مازندران یاری جوید وازاین رو با شماری از پیرامونیان راهی مازندران شد. درمیان پیرامونیان سیدعلی کیا، سالوک مرد آویج، محمدتاج الدین برفجانی، تالش دیلمانی، کاووس خداداد وبدی، هندوبابا، دانی کوچانی، پاشاکیای تجنی واسماعیل داخلی و برخی ازدیگر ناخرسندان پاره خاوری گیلان گرد آمده بودند که به همراه سیدعلی کیا راهی مازندارن شدند. او پس از درگذشت پدر همراه با برادران اش به مازندران نزد سید قوام الدین مرعشی که او نیز از نسل زین العابدین بود و از سوی او گرامی داشته و در آمل ساکن شد. او مدتی نزد قوام الدین تحصیل کرده بود. پس از رایزنی با او برآن شد که زمینه بازگشت خود به گیلان را فراهم آورد و از آن رو محمد تاج الدین برفجانی را به نمایندگی از سوی خود به تنکابن فرستاد.

## تسلط بر تنکابن
پس از چندی از حاکم تنکابن سید رکابزن کیای حسنی  خواست به تنکابن منتقل شود. علت این درخواست به نوشته مرعشی نزدیکی به رانکوه وطن پیشین اش بود. البته گرایش مذهبی او (زیدی) هم مؤثر بوده‌است. سید رکابزن پذیرفت و او و پیروانش را در منطقة گرمه رود سخت سر  اسکان داد.
با آمدن سید علی کیا به منطقه سخت سر، بین او و خاندان ناصروند که در رانکوه  ساکن و با پدر سید علی کیا جنگیده بودند، درگیری پیش آمد. سید رکابزن، به علت نداشتن قدرت رویارویی با امرای ناصروند با آن‌ها صلح کرد، در نتیجه سید علی ناچار به بازگشت به مازندران گردید. در مازندران، سید علی با پشتیبانی قوام الدین مرعشی به تنکابن حمله کرد. جنگ میان سید علی و فرزند رکابزن درگرفت و سید علی پیروز شد و بر تنکابن مسلط شد. به این ترتیب حکومت سادات کیا در سال ۷۶۹ قمری/ ۱۳۶۷میلادی آغاز شد.
بر تخت نشینی سید رکابزن کیا
با گذشت زمان تخت فرمانروایی تنکابن نشستگاه سید رکابزن کیا فرمانروای مؤیدی شد و از آنجا که وی شیعه زیدی بود و فروپاشی فرمانروایی‌های سنی گیلان می‌توانست زمینه قدرت بیشتر او را فراهم آورد، برآن بود که با سادات قوامی متحد شود و از توان آن‌ها برای ستیزه با ناصروندان بهره گیرد. آمادگی سیدرکابزن کیا برای همبستگی با سادات مازندران سبب کامیابی محمدتاج الدین برفجانی شد و از این رو سید علی کیا که پایگاه نزدیکی به گیلان یافته بود راهی تنکابن شد و در گرمرود  بار انداخت. بازگشت سادات کیایی به تنکابن، ناصروندان را به تکاپو برای راندن آن‌ها و پاسداری از سرزمین زیر فرمان و فرمانروایی خود واداشت و امیره محمد فرمانروای رانکوه به امید آن که پسرش امیرنوپاشا توان راندن سادات را داشته باشد به سود او از تخت کناره گرفت و فرمانروایی را به وی سپرد و خود به چهارده رفت. امیر نوپاشا پس از نشستن بر تخت فرمانروایی بر آن شد که بدون یاری گرفتن از پسرعموی خود امیر جهان که بر لاهیجان فرمان می‌راند، بر سادات تاخته و آنان را به گریز وا دارد و از این راه نامی بزرگ یابد، وازاین رو لشکری آراست و راهی گرمه رود شد.

## حمله امیرنوپاشا
در این هنگام سیدعلی کیا که پیشتر خبر لشکر آرایی امیر نوپاشا را شنیده و آماده رویارویی بود، هم‌زمان با به راه افتادن لشکر رانکوه از راهی دیگر، به رانکوه تاخت و در روزی که امیرنوپاشا در سخت سر خود را آماده تازش به گرمرود می‌کرد، سیدعلی کیا به چهارده تاخت وکشتاری بزرگ به راه انداخت و امیره محمد را کشت وچهارده را تاراج نمود و به تندی روبه بازگشت به گرمرود نهاد. امیر نوپاشا در سخت سر، خبر مرگ پدر و چپاول چهارده را شنید و از آن رو سردرگم، تازش به گرمرود رارها کرده و به رانکوه بازگشت تا شاید تا زندگان را در میان گرفته و نابود سازد ولی چون به رانکوه رسید، دانست که سیدعلی کیا آنچه خواسته، کرده و سپس گریخته‌است. امیرنوپاشا دانست که سیدعلی کیا و پیرامونیانش آنانی نیستند که وی می‌اندیشید و باید دربارهٔ آنان اندیشه‌ای دگر کرده و برای نابودی شان راهی دیگر یافت و از این رو از امیر جهان خواست تا یاورش باشد. به روزهایی که فرمانروایان ناصروند به همبستگی دوباره برای نابود کردن سادات کیایی که ناخرسندان بخش خاوری گیلان را گرد خود به هم آورده بودند می‌اندیشید، سیدعلی کیا نیز به جستجوی یاوری به رایزنی با سید رکابزن کیا نشست و او را با خود همراه کرد و دو نیرو رویاروی هم ایستادند. در یک سو فرمانروایان سنی پاره خاوری گیلان در دگر سو سادات شیعه و ناخرسندان بومی. ستیزه آن‌ها اندیشه چیرگی جوی زمانه بود و نتیجه آن ستیزه آشکار سازنده سرنوشت فردای گیلان. با به راه فتادن لشکر متحد ناصروندان، سیدرکابزن کیا می‌دانست برآیند آن رویارویی، شکست سخت سادات و نابودی توان کم ولی روبه رو شد تشیع درگیلان است، سید علی کیا را واداشت که چندی تنکابن را رها کرده و به مازندران بازگردد و برآمدن خواسته‌هایش را به آینده بسپارد.

## بازگشت به مازندران
سیدعلی کیا یکبار دیگر ناخرسندان بومی را با خود همراه ساخت و به مازندران پس نشست. و لشکر ناصروندان پیش از رسیدن به تنکابن سر به فرمانی و پیشنهاد دوستی سید رکابزن کیا را پذیرفتند و به لاهیجان و رانکوه بازگشتند. آتش درگیری‌های درونی فرمانروایان پاره خاوری گیلان با پس نشینی سید علی کیا، از زیر خاکستر هراس چیرگی تشیع برون آمد و زبانه کشید. امیر نوپاشای توانجو برآن بود تا از زمانه بهره گیرد و بر توان خود بیفزاید و از این رو سیدرکابزن کیا را در راه نابودی پسرعموی خود امیرجهان با خود همراه ساخت. امیر جهان که از بلندپروازی‌های امیر نوپاشا آگاه و اتحاد وی باسیدرکابزن کیا را سرآغاز درگیری‌هایی که برآیند آن فروپاشی توان ناصروندان در گیلان بود می‌دانست، برآن شد تا امیر نوپاشا را از راهی که در پیش گرفته باز دارد وباخود همراه سازد و از آن رو مادر خود را که مادر همسر امیر نوپاشا نیز به‌شمار می‌رفت در پی آشتی جویی به رانکوه فرستاد و امیر نوپاشا که زمینه را برای نابودی امیر جهان آماده ساخته بود به نیرنگ پذیرای آشتی شد و پیشنهاد کرد که هر سه نفر، امیر جهان و سیدرکابزن کیا و امیرنوپاشا - درملات جمع شوند و به رایزنی برای اتحاد بیشتر و ایستادگی در برابر گسترش جویی سادات بپردازند. برآیند آن گردهمایی از پیش آشکار بود، سیدرکابزن کیا به ناگهان با زوبینی که در دست داشت، به چشم امیر جهان زد و او را کشت. با مرگ امیر جهان لشکر همراه او به رهبری محمدبن جلال الدین سپهسالار لاهیجان ازملات گریخت و به لاهیجان بازگشت تا از لاهیجان در برابر تازش امیر نوپاشا پاسداری کند.

## فتح لاهیجان توسط سید رکابزن کیا
پس از مرگ امیرجهان، امیرنوپاشا و سیدرکابزن کیا بر لاهیجان سیطره یافتند ولی مردم آن منطقه سر به شورش نهادند و اردوی سید رکابزن کیا را درمیان گرفتند. سیدرکابزن کیا ناچار گریخت وکوشید راهی به بیرون از شهر لاهیجان بیابد ولی پیش از پشت سرنهادن شهر از سوی برخی ازکسانی که در پی اش بودند، زخمی وکشته شد. پس از چند روز محمدبن جلال الدین با فرزندان امیرجهان به لاهیجان بازگشت.
درگیری‌های خونبار درون خاندانی ناصروندان و فروپاشی کیان توانمند فرمانروایی آن خاندان، لاهیجان را آماه سرپسردن به فرمانروایی تازه کرده بود و مرگ سیدرکابزن کیا و ناتوانی پسرش در پاسداری از سرزمین زیرفرمانش دیواره‌ای را که سال‌ها پارة خاوری گیلان را از تازش فرمانروایان مازندران درامان داشته بود، فروریخت و سادات قوامی را که هنوز پایه‌های توان فرمانرواییشان بر مازندارن سخت نشده بود، به تازش به گیلان وچیرگی بر این پهنة پرارزش برانگیخت. سادات قوامی برآن بودند تا با یاوری رساندن به سادات کیایی زمینة توان یابی آنان را در پارة خاوری گیلان فراهم کنند و باهمبستگی با آنان اندک اندک همة گیلان را به زیرفرمان خود آورند. سید قوام الدین مرعشی که زمینه را برای برپایی تلاش جهت پیاده کردن خواستهای خود آماده می‌دید، سید علی کیا را به تازشی دیگر به گیلان برانگیخت و گروهی ازجنگجویان مازندرانی را همراه او به سوی گیلان روانه کرد. سیدعلی کیا چون به تنکابن رسید، دانست که زمینه توانیابی او فراهم آمده‌است، چه اینکه بسیاری از باشندگان تنکابن و پیرامون آن گرد اوهم آمدند و دست دوستی به او دادند. پسر سید رکابزن کیا که ایستادگی در برابر سیدعلی کیا ومردم برپاخاسته تنکابن رابی فایده می‌دید، نخست به دژ گرزمان سر   پناه برده و سپس برای دریافت یاری از فرمانروایان پاره‌های کوهستانی سر به جنوب نهاد و به گرجیان  رفت. سیدعلی کیا که دژ گرزمان سر را آماده فروریختن می‌دید به سوی آن شتافت و پس از درگیری سختی برآن دست یافت. چیرگی سیدعلی کیا بردژ گرزمان سربرآشفتگی پهنه خاوری گیلان افزود وفرمانورایان پهنه‌های کوچک و بزرگ گیلان را به تکاپو واداشت وامیر نوپاشا کوشید تا فرمانروایان بومی را گرد آورده و از نیروی همبستة آنان برای کوفتن این دشمن تازه بهره گیرد.

## اتحاد با فرمانروایان بومی
با آغاز جنبش امیرنوپاشاه برای برپایی همبستگی میان فرمانروایان بومی، سیدعلی کیا نیز دست به کاری همسان زد و بر آن شد تا فرمانروایان بومی را برای ستیزه با امیر نوپاشا با خود همراه سازد و در این زمینه کیا اس ماعیل هزاراسپی فرمانروای اشکور را با خود همراه ساخت. هندو شاه پدرکیا اسماعیل با ناصروندان درگیر بود و پس از مرگ وی کیا اسماعیل پیگیر روش پدر شد ولی به سبب توان فراوان ناصروندان از ستیزه با آنان ناتوان ماند و چشم به فردا دوخت تا زمینة توان هزار اسپیان و ناتوا نی ناصروندان فراهم آید. برپاخاستن سیدعلی کیا، کیااسماعیل هزار اسپی را به فروافتادن ناصروندان امیدوار و به توانایی خود دلخوش ساخت و شاید او با این گمان که از یاری سیدعلی کیاسود برد و ناصروندان رافرواندازد و خود برجای آنان بنشیند و سادات کیایی را براند، خواس تة سیدعلی کیا را پذیرفت. امیرنوپاشا که گذشت زمان را به سود خود نمی‌دید، برآن شد که پیش از یاری جویی بیشتر سیدهای کیا، دژ گرزمان سر را گشوده و وی را از تنکابن براند و از اینرو به گرزمان سر، تاخت. هم‌زمان با تازش او، سیدعلی کیا از دژ بیرون آمد و از راهی دیگر به رانکوه تاخت و جایگاه امیرنوپاشا را به آتش کشید. امیر نوپاشا در میانة راه از آنچه که برسر رانکوه آمده بود آگاه شد و تازش به گرزمان سر را رها کرده و به رانکوه بازگشت. بازگشت امیرنوپاشا سبب توا نمندی بیشتر سادات کیایی وچیرگی آنان برتنکابن شد و آنان توانستند پایگاهی بزرگ برای دستیابی به رؤیاهای خود بیابند. سیدعلی کیا پس از چیرگی بر تنکابن، به پیشنهاد سیدقوام الدین مرعشی برادر خود سید هادی کیا را به فرمانروایی تنکابن و شیرود گماشت. امیرنوپاشا درمانده از ستیزه‌های پیاپی برای آخرین تلاش، یکبار دیگر پسر سید رکابزن کیا را به یاری خواست ولشکر درماندة آن‌ها برای رویارویی با لشکر سادات، راهی تنکابن شد. درستیزه خونبار میان دولشکر، پیروزی از آن سادات شد وامیرنوپاشا دگر باره شکست خورد و شرمنده به رانکوه پس نشست. شکست وگریز امیرنوپاشا مردم رانکوه را که از فرمانروایی ناصروندان خوشدل نبودند و تا آن زمان به ناچار پذیرای آنان بودند، به خیزش و رویارویی با آنان و دل بستن به سادات کیایی برانگیخت و باشندگان رانکوه دسته دسته دل کنده ازناصروندان، روبه تنکابن نهاده و به بیعت با سیدعلی کیا پرداختند. هم‌زمان با آغاز شمارش واژگونه برای فروپاشی فرمانروایی ناصروندان، فرومانروایان پارة باختری گیلان نیز که دهه‌هایی چند چشم به رسیدن روزهای ناتوانی و مرگ دربار ناصروندان دوخته بودند برآن شدند که از سستی دربارهای پارة خاور سود جسته و برخی از پهنه‌های خاوری را به چنگ آورند و از آن رو نخستین تازش باشندگان آن سوی سپیدرود از سوی امیرنوپاشا پسرامیر سالوک کوچصفهانی فرمانروای اسماعیلوند کرانه باختری سپیدرود انجام گرفت. وی به پاشیجا تاخت و آن را از دست ناصروندان لاهیجان بیرون آورد. تازش امیر نوپاشا اسماعیلوند، امیرنوپاشای ناصروند را سخت هراساند و به یافتن راهی تازه برای دور ساختن دشمنان دیرین ناصروندن از پهنه‌ای که سال‌ها پذیرای فرمان دربارهای ناصروندان بودند، واداشت و شگفت اینکه وی درمیان دو دشمن خود برای دل سپردن به یکی و راندن دیگری سید علی کیا را برای دوستی و فرمانروایان پارة باختری سپیدرود را برای دشمنی برگزید و کوشید تا به درگیری میان خود و کیاییان پایان دهد. وی نماینده‌ای به نزد سیدعلی کیافرستاد و از او خواست تا دست دوستی او را در دست گیرد و برای راندن تازندگان این سوی سپیدرود یاری اش دهد.

### اتحاد با امیرنوپاشا
سیدعلی کیا که گذشت زمان را به سود خود می‌دید به آسانی پیشنهاد د وستی امیر نوپاشا را پذیرفت و کوشید تا از نیروی زیرفرمان او برای پیشبرد خواستهای بلندپروازانة خود بهره گیرد. نیروی همبستة سادات کیایی وفرمانروای ناصروندی به امید راندن تازشگران روبه باختر نهاد وامیرنوپاشا درملات و سید علی کیا در خرشتم اردو زدند. همبستگی امیرنوپاشا وسیدعلی کیا فرمانروایان پارة خاوری وباختری گیلان را هراساند و رنجاند. آنان فردایی پرهراس را می‌دیدند، فردایی که گیلان چون مازندارن زیرفرمان ساداتش شیعه می‌رفت و بارگاه‌های آنان در دودنای مه خفته بر گیلان برآمدن توانمندی شیعیان و لرزش تندیس توانمندی خود را می‌دیدند و برآن بودند تا شمارش واژگونه فروپاشی خود را کوتاه زمانی بازایستانند، باخترنشینان سپیدرود ازترس فروافتادن توانشان دل به همبستگی باهم و ستیزه‌ای همبسته با خاور نشینان سپردند. امیردباج پسرعلاء الدین اسحقی فرمانروای فومن، امیرمحمد تجاسپی فرمانروای رشت وامیرانوز ُ کهدمی وامیر شفتی پس از همبستگی با هم به نوشتة سیدظهیر، هریک چند تار از موی ریش خود را کنده و به نزد امیرنوپاشا فرستادند و پیام دادند که پس نشینی تو در برابر سادات کیایی وهمبستگی تو با سیدعلی کیا تنها تو را نابود نمی‌کند و توفانی که از خاور می‌آید، پس از برکندن ریشه تو، کشتزار توانمندی باختر نشینان را نیز برهم می‌ریزد و بوستان توانمندی ما را به نابودی می‌کشاند، از اینرو بهتر است دل از او برکنده و دست در دست ما نهی تا در ستیزه با او یار تو باشیم. امیرنوپاشا که از سر درماندگی دل به دوستی باسیدعلی کیا بسته بود به این امید که اکنون می‌تواند با یاری باختر نشینان سپیدرود، سیدعلی کیا را رانده وبر همة پهنة خاوری سپیدرود فرمانروا گردد، ناگهان از سیدعلی کیا برید و بر آن شد که به تندی بر او تاخته و وی  را از میان بردارد.

## فتح گیلاکجان
سیدعلی کیا پس از دل کندن امیر نو پاشا از وی به ناچار از خرشتم پس نشست و از راه املش به تنکابن رفت و از سیدقوام الدین مرعشی برای توانیابی بیشتر وتازشی توانمندانه به گیلان یاری خواست. سیدقوام الدین که زمینة توانیابی سادات و فروپاشی فرمانروایی ناصروندان را آماده می‌دید، به تندی لشکری را راهی تنکابن کرد وسیدعلی کیا، با رسیدن یاوران مازندارانی دست به تازشی سخت به گیلان زد و در سیاهکلرود با لشکر امیر نوپاشا رویارو شد و ستیزه‌ای خونین میان دولشکر روی داد. در این ستیزه امیرنوپاشا دگر باره شکست خورد و به رانکوه گریخت و سیدعلی کیا بر گیلاکجان دست یافت. پای نهادن سیدعلی کیا برگیلاکجان مردم رانکوه را که از ستیزه‌های پیاپی امیرنوپاشا خسته و دلبستة سادات شده بودند، پیرامون سید علی کیا گردآورد و به بیعت با وی واداشت. تازش دگربارة امیرنوپاشا را با شکست روبرو ساخت. امیرنوپاشا که هستی و توان خود را از دست رفته می‌دید، برآن شد تا به کیااسماعیل هزاراسپی پناه برد ولی گریز او به اشکور سودی نداشت و وی به ناچار روبه دریا نهاد و برکشتی نشست وتن و فردا را به موج‌های خزر سپرد. امیرنوپاشا نیز پای از گل گیلان برکند و دل از تخت و تاج، و رفت به آنجایی که پیشتر از او فرمانروایانی چون او رفته بودند، به دور و به ناکجا آبادی که توانمندان بی پیوند با مردم رفته بودند.

## فتح رانکوه و لاهیجان و تأسیس حکومت کیاییان
پس از گریز امیرنوپاشا، سیدعلی کیا به رانکوه آمد و مردم گرداگرد او به هم آمدند و به نوشته سیدظهیر:
" اوامر و نواهی او را سادس فرایض خمسه شمردند ".
وی رانکوه را به سیدمهدی کیا سپرد و خود راهی لاهیجان شد. محمدبن جلال الدین سپهسالار لاهیجان که پس از گریز امیر نوپاشا دیوار ایستادگی ناصروندان را در برابر تازش سادات فروریخته می‌دید و می‌دانست  که رویارویی لشکر بی توان او در برابر سادات سودی ندارد، نخست از برای ایستادگی آماده شده و به رویارویی با سیدعلی کیا شتافت، ولی پس از نخستین درگیری چون دانست که کاخ رؤیاهایش فروریخته از برابر آنان گریخت و فرزندان امیرجهان را برگرفت و به خرارود پناه برد تا شاید چون پیش، آنان را به کوشیجان سپرده و خود را برای دریافت یاری به دربار انوزوندان برساند. باگریز محمدبن جلال الدین، لاهیجان بی هیچ ایستادگی سربه
فرمان سادات نهاد و سیدعلی کیا پابر خاک لاهیجان نهاد. چون سیدعلی کیا به لاهیجان درآمد به نوشتة سیدظهیر:
" … فقها و صلحا و داعیان شرع شریف ومفتیان دین حنیف، مجموع مقدم شریف آن حضرت را مغتنم شمرده بیعت کردند و امام ومقتدای خود دانستند … مجموع اهل ادیان رو پیش گیلان، به امامت سید اعتراف نموده واو را مفترض الطاعه ونافذ الحکم اسلام دانستند"
.
ستیزه‌ای خونین و پنهان که در دهه‌هایی پیش تر میان طبقات نابرابر پارة خاوری گیلان آغازیده و زمینة رشد تشیع وفروافتادن توان سنیان را فراهم آورده بود، با چیرگی  سیدعلی کیا بر لاهیجان یک چندی آرام گرفت و طبق  نوشتة سیدظهیر، باشندگان پارة خاوری گیلان سر به فرمان سیدعلی کیا وباور آئینی او نهادند و آغازگر دوران نوینی ازتاریخ لاهیجان و پارة خاوری سپیدرود و همة گیلان شدند، دوره‌ای که شکوهمندترین دورة تاریخی لاهیجان و گیلان به‌شمار می‌رود و با برتخت نشینی سیدی کیایی آغاز و با چیرگی سیدزاده‌ای صفوی و اثنی عشری پایان یافت.

## سیاست پس از رسیدن به حکومت
سید علی کیا پس از تأسیس حکومت مذهبی آل کیا، در نخستین اقدام خود مناطق زیدی‌نشین بیه پس را علیه حاکمان سنی آن سامان شوراند، هدف وی از این اقدام، گسترش ارضی، ضعف قدرت‌های رقیب و خارج نمودن بحران از بیه پیش به سوی بیه پس بود. وی پس از انجام این اقدامات برای گسترش قدرت، مناطق اسماعیلی مذهب دیلمان و اشکور تحت سلطه کیا سیف‌الدین کوشیجی را مورد هجوم خود قرار داد. این مناطق بیش از یک قرن پس از سقوط نزاریان در الموت (۶۵۴ هـ. ق)، در اختیار آن‌ها بود. در دوره او تیمور لنگ به ایران حمله کرد و آن دو مکاتباتی با هم داشتند. تیمور به این دلایل گیلان را مورد هجوم قرار نداد.:
1. سید علی کیا خود را به عنوان شخصیتی روحانی و مذهبی معرفی کرده بود و تیمور با توجه به احترامی که به مشایخ قائل بود، حداقل در ظاهر سعی در به راه انداختن جنگ با آن‌ها نمی‌کرد، هرچند تیمور حکومت مرعشیان مازندران را، که درویش مسلک بودند، برانداخت.
2. جغرافیای طبیعی گیلان برای هر مهاجمی سدی غیرقابل عبور بود، تیمور با درک این مسئله سعی می‌کرد از طریق صلح گیلان را در اختیار گیرد.
3. تیمور در فتوحات خود نشان داد که در صورت اطاعت حاکمان نواحی مختلف و پرداخت باج و مالیات به سرزمین‌های آنان هجوم می‌برد. بنابراین پس از این‌که سید علی کیا و بعدها فرزندش سید رضا کیا نسبت به تیمور اظهار اطاعت و ایلی کرد از تصرف سرزمین‌هایشان چشم‌پوشی کرد.

سید علی در مسجد جامع لاهیجان نماز خواند.
سید علی کیا به دلیل پشتوانهٔ مذهبی و حمایتی که از سوی توده‌های مردم داشت توانست برنامه‌های خود را اجرا نماید، اما گسترش قدرت وی با منافع سیاسی و اقتصادی حاکمان بیه پس در تعارض بود، آن‌ها سرانجام در برابر سیاست توسعه‌طلبانه او که رنگ و لعاب مذهبی داشت، ایستادگی نمودند و در نبرد رشت وی را از پای در آوردند. مقاومت حکومت‌های بیه پس نشان‌دهندهٔ آگاهی آن‌ها از خطر روزافزون آل کیا بود. برادرش سید هادی کیا جانشین او شد.
آرامگاه او در بقعه چهار پادشاه لاهیجان می‌باشد .
|             |             |             |             |                |                |                |                |                |                |                       |               |               |               |               |               | امیر کیای ملاطی |               |              |              |              |              |                  |                  |                  |                  |                  |                  |            |            |            |            |            |            |  |  |  |  |  |  |  |  |  |  |  |  |  |  |  |  |  |  |
|             |             |             |             |                |                |                |                |                |                |                       |               |               |               |               |               |                 |               |              |              |              |              |                  |                  |                  |                  |                  |                  |            |            |            |            |            |            |  |  |  |  |  |  |  |  |  |  |  |  |  |  |  |  |  |  |
|             |             |             |             |                |                |                |                |                |                |                       |               |               |               |               |               |                 |               |              |              |              |              |                  |                  |                  |                  |                  |                  |            |            |            |            |            |            |  |  |  |  |  |  |  |  |  |  |  |  |  |  |  |  |  |  |
|             |             | سید علی کیا | سید علی کیا | سید علی کیا    | سید علی کیا    | سید علی کیا    | سید علی کیا    |                |                |                       |               |               |               | هادی کیا      | هادی کیا      | هادی کیا        | هادی کیا      | هادی کیا     | هادی کیا     |              |              | سید مهدی کیا     | سید مهدی کیا     | سید مهدی کیا     | سید مهدی کیا     | سید مهدی کیا     | سید مهدی کیا     |            |            |            |            |            |            |  |  |  |  |  |  |  |  |  |  |  |  |  |  |  |  |  |  |
|             |             | سید علی کیا | سید علی کیا | سید علی کیا    | سید علی کیا    | سید علی کیا    | سید علی کیا    |                |                |                       |               |               |               | هادی کیا      | هادی کیا      | هادی کیا        | هادی کیا      | هادی کیا     | هادی کیا     |              |              | سید مهدی کیا     | سید مهدی کیا     | سید مهدی کیا     | سید مهدی کیا     | سید مهدی کیا     | سید مهدی کیا     |            |            |            |            |            |            |  |  |  |  |  |  |  |  |  |  |  |  |  |  |  |  |  |  |
|             |             |             |             |                |                |                |                |                |                |                       |               |               |               |               |               |                 |               |              |              |              |              |                  |                  |                  |                  |                  |                  |            |            |            |            |            |            |  |  |  |  |  |  |  |  |  |  |  |  |  |  |  |  |  |  |
| سید رضی کیا | سید رضی کیا | سید رضی کیا | سید رضی کیا | سید رضی کیا    | سید رضی کیا    |                |                |                |                |                       |               | سید حسین کیا  | سید حسین کیا  | سید حسین کیا  | سید حسین کیا  | سید حسین کیا    | سید حسین کیا  |              |              |              |              | میر سید محمد کیا | میر سید محمد کیا | میر سید محمد کیا | میر سید محمد کیا | میر سید محمد کیا | میر سید محمد کیا |            |            |            |            |            |            |  |  |  |  |  |  |  |  |  |  |  |  |  |  |  |  |  |  |
| سید رضی کیا | سید رضی کیا | سید رضی کیا | سید رضی کیا | سید رضی کیا    | سید رضی کیا    |                |                |                |                |                       |               | سید حسین کیا  | سید حسین کیا  | سید حسین کیا  | سید حسین کیا  | سید حسین کیا    | سید حسین کیا  |              |              |              |              | میر سید محمد کیا | میر سید محمد کیا | میر سید محمد کیا | میر سید محمد کیا | میر سید محمد کیا | میر سید محمد کیا |            |            |            |            |            |            |  |  |  |  |  |  |  |  |  |  |  |  |  |  |  |  |  |  |
|             |             |             |             |                |                |                |                |                |                |                       |               |               |               |               |               |                 |               |              |              |              |              |                  |                  |                  |                  |                  |                  |            |            |            |            |            |            |  |  |  |  |  |  |  |  |  |  |  |  |  |  |  |  |  |  |
|             |             |             |             |                |                |                |                |                |                |                       |               |               |               |               |               | سید ناصر کیا    | سید ناصر کیا  | سید ناصر کیا | سید ناصر کیا | سید ناصر کیا | سید ناصر کیا |                  |                  |                  |                  |                  |                  | احمد       | احمد       | احمد       | احمد       | احمد       | احمد       |  |  |  |  |  |  |  |  |  |  |  |  |  |  |  |  |  |  |
|             |             |             |             |                |                |                |                |                |                |                       |               |               |               |               |               | سید ناصر کیا    | سید ناصر کیا  | سید ناصر کیا | سید ناصر کیا | سید ناصر کیا | سید ناصر کیا |                  |                  |                  |                  |                  |                  | احمد       | احمد       | احمد       | احمد       | احمد       | احمد       |  |  |  |  |  |  |  |  |  |  |  |  |  |  |  |  |  |  |
|             |             |             |             |                |                |                |                |                |                |                       |               |               |               |               |               | سلطان محمد      |               |              |              |              |              |                  |                  |                  |                  |                  |                  |            |            |            |            |            |            |  |  |  |  |  |  |  |  |  |  |  |  |  |  |  |  |  |  |
|             |             |             |             |                |                |                |                |                |                |                       |               |               |               |               |               |                 |               |              |              |              |              |                  |                  |                  |                  |                  |                  |            |            |            |            |            |            |  |  |  |  |  |  |  |  |  |  |  |  |  |  |  |  |  |  |
|             |             |             |             |                |                |                |                |                |                |                       |               |               |               |               |               |                 |               |              |              |              |              |                  |                  |                  |                  |                  |                  |            |            |            |            |            |            |  |  |  |  |  |  |  |  |  |  |  |  |  |  |  |  |  |  |
|             |             |             |             |                |                |                |                |                |                | سلطان حسن اول         | سلطان حسن اول | سلطان حسن اول | سلطان حسن اول | سلطان حسن اول | سلطان حسن اول |                 |               |              |              |              |              | میرزا علی کیا    | میرزا علی کیا    | میرزا علی کیا    | میرزا علی کیا    | میرزا علی کیا    | میرزا علی کیا    |            |            |            |            |            |            |  |  |  |  |  |  |  |  |  |  |  |  |  |  |  |  |  |  |
|             |             |             |             |                |                |                |                |                |                | سلطان حسن اول         | سلطان حسن اول | سلطان حسن اول | سلطان حسن اول | سلطان حسن اول | سلطان حسن اول |                 |               |              |              |              |              | میرزا علی کیا    | میرزا علی کیا    | میرزا علی کیا    | میرزا علی کیا    | میرزا علی کیا    | میرزا علی کیا    |            |            |            |            |            |            |  |  |  |  |  |  |  |  |  |  |  |  |  |  |  |  |  |  |
|             |             |             |             |                |                |                |                |                |                | کارکیا سلطان احمد اول |               |               |               |               |               |                 |               |              |              |              |              |                  |                  |                  |                  |                  |                  |            |            |            |            |            |            |  |  |  |  |  |  |  |  |  |  |  |  |  |  |  |  |  |  |
|             |             |             |             |                |                |                |                |                |                |                       |               |               |               |               |               |                 |               |              |              |              |              |                  |                  |                  |                  |                  |                  |            |            |            |            |            |            |  |  |  |  |  |  |  |  |  |  |  |  |  |  |  |  |  |  |
|             |             |             |             |                |                |                |                |                |                |                       |               |               |               |               |               |                 |               |              |              |              |              |                  |                  |                  |                  |                  |                  |            |            |            |            |            |            |  |  |  |  |  |  |  |  |  |  |  |  |  |  |  |  |  |  |
|             |             |             |             | شاه طهماسب یکم | شاه طهماسب یکم | شاه طهماسب یکم | شاه طهماسب یکم | شاه طهماسب یکم | شاه طهماسب یکم |                       |               | سلطان حسن دوم | سلطان حسن دوم | سلطان حسن دوم | سلطان حسن دوم | سلطان حسن دوم   | سلطان حسن دوم |              |              | سلطان چپک    | سلطان چپک    | سلطان چپک        | سلطان چپک        | سلطان چپک        | سلطان چپک        |                  |                  | کارکیا علی | کارکیا علی | کارکیا علی | کارکیا علی | کارکیا علی | کارکیا علی |  |  |  |  |  |  |  |  |  |  |  |  |  |  |  |  |  |  |
|             |             |             |             | شاه طهماسب یکم | شاه طهماسب یکم | شاه طهماسب یکم | شاه طهماسب یکم | شاه طهماسب یکم | شاه طهماسب یکم |                       |               | سلطان حسن دوم | سلطان حسن دوم | سلطان حسن دوم | سلطان حسن دوم | سلطان حسن دوم   | سلطان حسن دوم |              |              | سلطان چپک    | سلطان چپک    | سلطان چپک        | سلطان چپک        | سلطان چپک        | سلطان چپک        |                  |                  | کارکیا علی | کارکیا علی | کارکیا علی | کارکیا علی | کارکیا علی | کارکیا علی |  |  |  |  |  |  |  |  |  |  |  |  |  |  |  |  |  |  |
|             |             |             |             | مریم بیگم      | مریم بیگم      | مریم بیگم      | مریم بیگم      | مریم بیگم      | مریم بیگم      |                       |               | خان احمد خان  | خان احمد خان  | خان احمد خان  | خان احمد خان  | خان احمد خان    | خان احمد خان  |              |              | تی تی خانم   | تی تی خانم   | تی تی خانم       | تی تی خانم       | تی تی خانم       | تی تی خانم       |                  |                  |            |            |            |            |            |            |  |  |  |  |  |  |  |  |  |  |  |  |  |  |  |  |  |  |
|             |             |             |             | مریم بیگم      | مریم بیگم      | مریم بیگم      | مریم بیگم      | مریم بیگم      | مریم بیگم      |                       |               | خان احمد خان  | خان احمد خان  | خان احمد خان  | خان احمد خان  | خان احمد خان    | خان احمد خان  |              |              | تی تی خانم   | تی تی خانم   | تی تی خانم       | تی تی خانم       | تی تی خانم       | تی تی خانم       |                  |                  |            |            |            |            |            |            |  |  |  |  |  |  |  |  |  |  |  |  |  |  |  |  |  |  |
|             |             |             |             |                |                |                |                |                |                |                       |               |               |               |               |               |                 |               |              |              |              |              |                  |                  |                  |                  |                  |                  |            |            |            |            |            |            |  |  |  |  |  |  |  |  |  |  |  |  |  |  |  |  |  |  |
|             |             | عباس یکم    | عباس یکم    | عباس یکم       | عباس یکم       | عباس یکم       | عباس یکم       |                |                | یاکهان بیگم           | یاکهان بیگم   | یاکهان بیگم   | یاکهان بیگم   | یاکهان بیگم   | یاکهان بیگم   |                 |               | حسن          | حسن          | حسن          | حسن          | حسن              | حسن              |                  |                  |                  |                  |            |            |            |            |            |            |  |  |  |  |  |  |  |  |  |  |  |  |  |  |  |  |  |  |
|             |             | عباس یکم    | عباس یکم    | عباس یکم       | عباس یکم       | عباس یکم       | عباس یکم       |                |                | یاکهان بیگم           | یاکهان بیگم   | یاکهان بیگم   | یاکهان بیگم   | یاکهان بیگم   | یاکهان بیگم   |                 |               | حسن          | حسن          | حسن          | حسن          | حسن              | حسن              |                  |                  |                  |                  |            |            |            |            |            |            |  |  |  |  |  |  |  |  |  |  |  |  |  |  |  |  |  |  |